# 静岡県の市町村章一覧
静岡県の市町村章一覧（しずおかけんのしちょうそんしょういちらん）は、静岡県内の市町村に制定されている、あるいは制定されていた市町村章の一覧である。なお、一覧の順序は全国地方公共団体コード順による。廃止された市町村章は廃止日から順に掲載している。

## 概要
- 静岡県は山梨県との県境に富士山があり、[1]山頂がある全自治体の紋章には富士山を図案化かつ由来として制定されている紋章がある。富士市[2][3]・富士宮市[4]・御殿場市[5][6]裾野市[7][8][9]の市部と駿東郡小山町[5][10]の町部が挙げられる。さらには富士山が見える自治体である静岡市[11]・三島市・志太郡岡部町[12]（現:藤枝市）なども同じように図案化している紋章がある。
- また、伊豆半島にある伊豆の国市[5]・賀茂郡東伊豆町[7]・田方郡中伊豆町（現:伊豆市）[13]の自治体はその半島を図案化した紋章がある。

## 市部
| 市         | 市章                  | 由来                                                                                   | 制定日         | 備考                                                                                                   |
| ---------- | --------------------- | -------------------------------------------------------------------------------------- | -------------- | --- |
| 静岡市     |                       | 富士山と駿河湾の波を表したもの                                                         | 2003年5月29日  | 2代目の市章である 色は白色と青色が指定されている                                                       |
| 浜松市     |                       | 市の北部にある森林地帯と南側にある浜名湖と遠州灘を表したもの                           | 2005年7月1日   | 2代目の市章である 色は緑色と青色が指定されている                                                       |
| 沼津市     |                       | 「ヌ」と松葉を表したもの                                                               | 1927年8月4日   | |
| 熱海市     |                       | 梅の花の中に太平洋の波を象徴し、その波の内側に熱海温泉を表したもの                     | 1937年4月10日  | 1949年4月10日に再制定される                                                                            |
| 三島市     |                       | 三嶋大社の紋章に因み、富士山+「三」（川）を変形し、清流を表したもの                    | 1941年4月29日  | |
| 富士宮市   |                       | 中央に富士山・外郭に桜・「宮」を表したもの                                             | 1942年12月23日 | 大宮町制時に2代目の大宮町章として1934年4月1日に制定したものを市制施行後に継承する                      |
| 伊東市     |                       | 「い」を十個配列し、「いとう」を表したもの                                             | 1948年4月20日  | |
| 島田市     |                       | お茶と大井川の流れ                                                                     | 2005年7月14日  | 2代目の市章である 上部左の線と左右の線が緑色・上部右の線と下部の（下部中央）の線が青色が指定されている |
| 富士市     |                       | 富士山を配置して外円は旧・富士市・吉原市・鷹岡町、下の三本の曲線は田子の浦を表したもの | 1967年3月1日   | 2代目の市章である 色は緑色が指定されている                                                             |
| 磐田市     |                       | 「い」を図案化したもの                                                                 | 2005年6月5日   | 2代目の市章である 左側は青色・真ん中は赤色・右側は緑色が指定されている                                 |
| 焼津市     |                       | 「ヤイヅ」を図案化したもの                                                             | 1952年11月24日 | |
| 掛川市     | （紫色篇） （黒色篇） | キキョウの花の中に「K」を配したもの                                                    | 2005年8月6日   | 色は紫色か黒色が指定されている                                                                         |
| 藤枝市     |                       | 藤の花を図案化したもの                                                                 | 1954年9月11日  | 色は藤色が指定されている                                                                               |
| 御殿場市   |                       | 富士山・箱根外輪を「G」の形に図案化したもの                                            | 1957年9月20日  | 色はセピア色が指定されている                                                                           |
| 袋井市     |                       | 「F」を図案化したもの                                                                  | 2005年6月25日  | 2代目の市章である                                                                                      |
| 下田市     |                       | 四つの「下」と中心に「田」の字に作り、下田港を意味したもの                             | 1958年12月22日 | 下田町章として制定されていたものを市制施行後に継承される                                               |
| 裾野市     |                       | 五つの「ス」を組み合わせ、富士山を形どったもの                                         | 1957年9月18日  | 裾野町章として制定されていたものを市制施行後に継承される                                               |
| 湖西市     |                       | 「こ」を図案化したもの                                                                 | 1972年1月1日   | |
| 伊豆市     |                       | 伊豆の大自然を象徴したもの                                                             | 2004年6月26日  | |
| 御前崎市   |                       | 「O」・「オ」を表したもの                                                              | 2004年8月1日   | 2005年4月1日に告示される 色は青色と橙色が指定されている                                                |
| 菊川市     |                       | 菊の花と菊川の流れを表したもの                                                         | 2005年4月17日  | 色は上部は黄緑色・下部は緑色が指定されている                                                           |
| 伊豆の国市 |                       | 北条氏の紋章である「三つ鱗」・伊豆半島・狩野川を表したもの                             | 2005年4月1日   | 2006年12月22日に告示される 色は藤色と緑色が指定されている                                              |
| 牧之原市   |                       | 「マ」を基本的にし、駿河湾と牧之原台地などの地勢・茶の葉を図案化したもの               | 2006年3月19日  | 色は青色・黄緑色・緑色が指定されている                                                                 |

## 町村部
| 郡     | 町村     | 町村章 | 由来 | 制定日         | 備考                                                                    |
| ------ | -------- | ------ | --- | -------------- | ----------------------------------------------------------------------- |
| 賀茂郡 | 東伊豆町 |        | 全体は丸くした伊豆半島の図形であり、合併前の稲取町・城東村を両翼を表し、「和」で繋いだもの                                   | 1969年8月1日   |                                                                         |
| 賀茂郡 | 河津町   |        | 「河つ」を組み合わせたもの                                                                                                   | 1968年3月20日  |                                                                         |
| 賀茂郡 | 南伊豆町 |        | 円は合併前の南中村、南上村、三坂村、三浜村、竹麻村、南崎村の和をV型にしたもの                                                | 1970年7月21日  |                                                                         |
| 賀茂郡 | 松崎町   |        | 「マツ」を意匠化し、「マ」を鶴の形にしたもの                                                                                 | 1965年11月3日  |                                                                         |
| 賀茂郡 | 西伊豆町 |        | 「N」を基にし、図案化したもの                                                                                                | 2005年5月21日  | 2代目の町章である 色は太陽の部分は橙色・波の部分は青色が指定されている  |
| 田方郡 | 函南町   |        | 丸・垂直・垂平線を表したもの                                                                                                 | 1969年6月18日  |                                                                         |
| 駿東郡 | 清水町   |        | 「水」の周りに「し」を意匠化したもの                                                                                         | 1965年10月30日 |                                                                         |
| 駿東郡 | 長泉町   |        | 「長」を鼓の形に図案化したもの                                                                                               | 1956年1月25日  | 長泉村章として制定されたものを町制施行後に継承される                    |
| 駿東郡 | 小山町   |        | 「O」を基本にして頂点は富士山を表し、それを図案化したもの                                                                    | 1970年1月1日   | 1969年12月20日に告示されたものを翌年1月1日に制定される2代目の町章である |
| 榛原郡 | 吉田町   |        | 「ヨ」は住吉・川尻・片岡・北区の四地区であり、それを円く象って「吉」を表し、更に「田」の字の一部である「十」を中心にしたもの | 1972年9月1日   |                                                                         |
| 榛原郡 | 川根本町 |        | 上部は「森」・中間は「水」・下部は「癒しの里」を表しているもの                                                               | 2005年11月9日  | 色は緑色・水色・黄緑色が指定されている                                  |
| 周智郡 | 森町     |        | 「もり」を図案化し、「も」は銛の形に象ったもの                                                                               | 1965年9月24日  |                                                                         |

## 廃止された市町村章
| 市郡   | 町村         | 市町村章         | 由来 | 制定日           | 廃止日         | 備考 |
| ------ | ------------ | ---------------- | --- | ---------------- | -------------- | --- |
| 富士郡 | 大宮町       |                  | 外枠は「大」を変形し、内側に矢を三つ合わせて「宮」としたもの                                                                     | 1912年7月7日     | 1934年4月1日   | 初代の町章である |
| 周智郡 | 山梨町       |                  | 「山」を月見の里の「月」に象ったもの                                                                                             | 1962年5月        | 1963年1月1日   | |
| 富士市 |              |                  | 外側は「U」を円くし、中央部の山の形は「F」と富士山を表したもの                                                                   | 1955年6月27日    | 1966年11月1日  | 富士町章として制定され、市制施行後に初代の市章として継承された 1949年に町制20周年記念として懸賞募集され、一等当選をしたものを同年7月27日に富士町議会の議決として制定され、市制施行後の1955年6月27日の富士市議会の議決により、再制定された |
| 吉原市 |              |                  | 「Y」を形どり、王冠のような部分は工業都市を象徴している歯車を意味している                                                        | 1948年4月1日     | 1966年11月1日  | 旧・吉原市制時に市章として制定され、新・吉原市制時に継承された |
| 富士郡 | 鷹岡町       |                  | 不明 | 不明             | 1966年11月1日  | |
| 駿東郡 | 原町         |                  | 歌川広重が描いた原宿と富士山の浮世絵にある特異な富士山の形を主体にし、海道一美しい富士の見える町を象徴したもの                   | 1963年5月        | 1968年4月1日   | 制定前は作成されていなかった |
| 磐田郡 | 福田町       |                  | 碇を配し、中央部に「福」を据えたもの                                                                                             | 非公式           | 1968年11月9日  | 正式な町章ではなく非公式に使用された |
| 安倍郡 | 大河内村     | 作成されていない | 作成されていない | 作成されていない | 1969年1月1日   | |
| 安倍郡 | 梅ヶ島村     | 作成されていない | 作成されていない | 作成されていない | 1969年1月1日   | |
| 安倍郡 | 玉川村       | 作成されていない | 作成されていない | 作成されていない | 1969年1月1日   | |
| 安倍郡 | 井川村       |                  | 茶葉の中に「井」を入れ、それを中心に山と木を川に捩って三方へ伸ばして、井川を象徴したもの                                         | 1955年5月        | 1969年1月1日   | 新庁舎完成を記念して制定された |
| 安倍郡 | 清沢村       | 作成されていない | 作成されていない | 作成されていない | 1969年1月1日   | |
| 安倍郡 | 大川村       | 作成されていない | 作成されていない | 作成されていない | 1969年1月1日   | |
| 駿東郡 | 小山町       |                  | 純銀地七宝神鏡形の中に富士山・鳩・「小山町」の文字を配し、象徴したもの                                                           | 不明             | 1969年12月20日 | 初代の町章である |
| 小笠郡 | 小笠町       |                  | 「小笠」を組み合わせ、図案化したもの                                                                                             | 1964年           | 1970年8月      | 町中央公民館の完成を記念して制定された 制定前は作成されていなかった |
| 浜名郡 | 湖西町       |                  | 左側の波はサンズイ・中央部の帆は「古」を形どり・右側は「月」、それらを合わせて浜名湖に臨む「湖」を表したもの                     | 1955年4月        | 1972年1月1日   | 湖西町誕生記念の一環として制定された |
| 浜名郡 | 可美村       |                  | サクラの花弁の中に「美」を中心部に置き、図案化したもの                                                                           | 不明             | 1972年11月11日 | 初代の村章である |
| 小笠郡 | 大浜町       |                  | 「お」と波を図案化したものであり、波は遠州灘・円は町勢の円満を意味してから緑に囲まれた平和な町を表したもの                       | 1963年1月1日     | 1973年4月1日   | |
| 小笠郡 | 城東村       | 作成されていない | 作成されていない | 作成されていない | 1973年4月1日   | |
| 志太郡 | 大井川町     |                  | 太平洋・太平洋を町の地形に組み合わせたもの                                                                                       | 1963年           | 1978年10月23日 | 大井川町役場職員記章として制定された 制定前は作成されていなかった |
| 浜名郡 | 可美村       |                  | 桜の花で縁取って華は「可」に通じかつ南側は太平洋・北側は南アルプスに対し、「美」は槇の葉を構成し、象徴したもの                   | 1972年11月11日   | 1991年5月1日   | |
| 静岡市 |              |                  | 徳川家の紋章である葵を外側にし、「しづ岡」を組み合わせたもの                                                                     | 1914年4月11日    | 2003年4月1日   | 初代の市章である |
| 清水市 |              |                  | 「清」を図案化したもの | 1928年8月10日    | 2003年4月1日   | |
| 田方郡 | 修善寺町     |                  | 修善寺温泉を表したもの | 1924年8月31日    | 2004年4月1日   | |
| 田方郡 | 土肥町       |                  | 観光都市を象徴する為に「TOY」を表し、農鉱・水産・観光の「Y」意味するもの                                                         | 1961年11月29日   | 2004年4月1日   | |
| 田方郡 | 天城湯ケ島町 |                  | 外環は「天」と湯ヶ島温泉郷を表し、内部の山は天城山（万二郎岳、万三郎岳、遠笠山）と狩野氏の紋章である三本杉を併せ、表したもの     | 1961年5月26日    | 2004年4月1日   | |
| 田方郡 | 中伊豆町     |                  | 伊豆半島の地形を図案化し、その中に「中」を真ん中に組み合わせたもの                                                               | 1964年           | 2004年4月1日   | |
| 榛原郡 | 御前崎町     |                  | 「お」を図案化したもの | 1961年5月19日    | 2004年4月1日   | |
| 小笠郡 | 浜岡町       |                  | 「ハマ」を図案化したもの | 1960年11月30日   | 2004年4月1日   | |
| 小笠郡 | 小笠町       |                  | 「オガサ」を図案化したもの | 1970年8月        | 2005年1月17日  | |
| 小笠郡 | 菊川町       |                  | 「キ」を九個で丸を描き、中央へ縦に「川」を入れて図案化したもの                                                                   | 1954年4月        | 2005年1月17日  | |
| 磐田市 |              |                  | 周りの丸は「い」を表し、同時に「わ」は和に、さらに「田」を表現し、中央にダイヤを配したもの                                       | 1947年10月1日    | 2005年4月1日   | 磐田町章として制定され、市制施行後に初代の市章に継承される |
| 磐田郡 | 福田町       |                  | 「フ」を遠州灘に面した町を端的に表したもの                                                                                       | 1968年11月9日    | 2005年4月1日   | |
| 磐田郡 | 竜洋町       |                  | 「り」を象ったもの | 1963年11月1日    | 2005年4月1日   | |
| 磐田郡 | 豊田町       |                  | 「ト」を図案化して四つを周りに外向けに配して「トヨ」とし、その円の中央の「十」によって「田」とし、これらの円を翼形に作図したもの | 1957年9月29日    | 2005年4月1日   | 豊田村章として制定され、町制施行後に継承された |
| 磐田郡 | 豊岡村       |                  | 「と」を組み合わせたもの | 1974年10月1日    | 2005年4月1日   | |
| 掛川市 |              |                  | 掛川城（雲霧城）の桔梗御紋を引用したもの                                                                                         | 1956年2月28日    | 2005年4月1日   | 初代の市章である |
| 小笠郡 | 大東町       |                  | 富士山と遠州灘を図案化し、それを形どったもの                                                                                     | 1973年10月25日   | 2005年4月1日   | |
| 小笠郡 | 大須賀町     |                  | 横須賀・大淵・笠原の三地区を各矢羽根で表し、この三つを組み合わせて「大」を形取っているもの                                       | 1962年10月25日   | 2005年4月1日   | |
| 賀茂郡 | 西伊豆町     |                  | 「西」を意匠化したもの | 1966年9月        | 2005年4月1日   | 初代の町章である |
| 賀茂郡 | 賀茂村       |                  | 「カ」を円形に変形させ、どっしりと大地に居座る姿を造形化したもの                                                                 | 1973年1月        | 2005年4月1日   | 色は橙色が指定されている |
| 田方郡 | 戸田村       |                  | 「戸田」を船の羅針盤型に図案化したもの                                                                                           | 1989年3月        | 2005年4月1日   | |
| 田方郡 | 伊豆長岡町   |                  | 全体的に「ハト」を表し、「長」中に伊豆長岡温泉の湯煙を配したもの                                                                 | 1974年3月23日    | 2005年4月1日   | |
| 田方郡 | 韮山町       |                  | 全体は「和」であり、上部に「ラ」を二つを対称に並べ「韮」の表音とし、下部に図案化した「山」を配したもの                           | 1970年12月9日    | 2005年4月1日   | |
| 田方郡 | 大仁町       |                  | 円の上半分は「大」・下半分は「仁」を図案化したもの                                                                               | 1978年3月27日    | 2005年4月1日   | 1957年に制定されていたものを1978年3月27日に再制定された |
| 袋井市 |              |                  | 「フ」を図案化し、飛躍する鳥を象ったもの                                                                                         | 1958年11月3日    | 2005年4月1日   | 初代の市章である 1961年6月1日に再制定された |
| 磐田郡 | 浅羽町       |                  | 「ア」を図案化したもの | 1960年4月1日     | 2005年4月1日   | |
| 島田市 |              |                  | 全体は「シマダ」を図案化したものであり、「マ」を四つ組み合わせて、「島」を意味し、それを円で囲んで「田」を表したもの             | 1915年10月23日   | 2005年5月5日   | 島田町章として制定されたものを市制施行後に継承された |
| 榛原郡 | 金谷町       |                  | 「カナヤ」を組合せたもの | 1958年5月3日     | 2005年5月5日   | |
| 浜松市 |              |                  | 波涛逆巻く遠州灘に臨む街であり、根上がり松の景勝地をたたえられたことを象徴しているもの                                           | 1911年7月1日     | 2005年7月1日   | 初代の市章である |
| 浜北市 |              |                  | 「ハマ北」を造形し、表現したもの                                                                                                 | 1963年6月27日    | 2005年7月1日   | 浜北町章として制定され、市制施行後に継承された |
| 天竜市 |              |                  | 「て」を変形し、図案化したもの                                                                                                   | 1959年2月20日    | 2005年7月1日   | |
| 周智郡 | 春野町       |                  | 三つの「春」を組み合わせ、重ねたもの                                                                                             | 1967年6月1日     | 2005年7月1日   | |
| 磐田郡 | 龍山村       |                  | 「タ」を象ったもの | 1967年4月        | 2005年7月1日   | |
| 磐田郡 | 佐久間町     |                  | 「さ」を力強い中に格調高く造形し、表現したもの                                                                                   | 1966年9月26日    | 2005年7月1日   | |
| 磐田郡 | 水窪町       |                  | 木の年輪に三つの円を描き、その中に「水」を配したもの                                                                             | 1952年2月29日    | 2005年7月1日   | |
| 浜名郡 | 舞阪町       |                  | 全体は「マ」を表しており、その内、円は浜名湖・左側の方形は舞阪町の位置・細い空間は河口（今切口）である                           | 1961年10月16日   | 2005年7月1日   | |
| 浜名郡 | 雄踏町       |                  | 「ユ」を浜名湖の様に図案化したもの                                                                                               | 1969年4月12日    | 2005年7月1日   | |
| 引佐郡 | 細江町       |                  | 澪標を図案化したもの | 1957年1月1日     | 2005年7月1日   | 色は緑色が指定されている |
| 引佐郡 | 引佐町       |                  | 三つの「引」を組み合わせて図案化したもの                                                                                         | 1953年10月22日   | 2005年7月1日   | |
| 引佐郡 | 三ケ日町     |                  | 全体の形はミカンを表し、右上はミカンの葉・「三」・「ケ」と真ん中は「ひ」を表しているもの                                         | 1959年4月1日     | 2005年7月1日   | |
| 榛原郡 | 中川根町     |                  | 「中川根」を図案化し、大井川流域の街並みを表したもの                                                                             | 1959年4月        | 2005年9月20日  | 中川根村章として制定され、町制施行後に継承された |
| 榛原郡 | 本川根町     |                  | 三本の円は川・円内の黒三角は木と山林と安定を示したものかつ「本」を表したもの                                                     | 1966年11月3日    | 2005年9月20日  | |
| 榛原郡 | 相良町       |                  | 「さ」を変形したもの | 1959年2月        | 2005年10月1日  | |
| 榛原郡 | 榛原町       |                  | 「は」を鳩の形に図案化したもの                                                                                                   | 1969年2月10日    | 2005年10月1日  | |
| 庵原郡 | 蒲原町       |                  | 赤色の「蒲」を配したものでミカン・サクラエビであり、円の下部の緑色で「原」を表したもの                                           | 1960年代前半     | 2006年3月31日  | 色は赤色と緑色が指定されている |
| 榛原郡 | 川根町       |                  | 昭和の大合併前の伊久身村・下川根村（改称して川根町）・笹間村のイニシャルに「川」を組み合わせ、下に余白を残したもの               | 1955年4月1日     | 2008年4月1日   | |
| 庵原郡 | 由比町       |                  | ミカンの花の中に「由」を描き、雄蕊を11個を配し、周囲にカモメを象徴したもの                                                       | 1950年2月18日    | 2008年11月1日  | |
| 志太郡 | 大井川町     |                  | 縦の三本線は大井川・下の線は駿河湾・丸は町の位置と駿河湾の波を表したもの                                                         | 1978年10月23日   | 2008年11月1日  | 色は紺色が指定されている |
| 庵原郡 | 富士川町     |                  | 富士山・富士川・ミカンの葉を取り入れたもの                                                                                       | 1963年11月1日    | 2008年11月1日  | |
| 志太郡 | 岡部町       |                  | 全体は「オカベ」を図案化し、富士山・左右には鳩を意匠化したもの                                                                   | 1972年5月23日    | 2009年1月1日   | |
| 富士郡 | 芝川町       |                  | 「芝川」を図案化し、「芝」で「川」を囲んたもの                                                                                   | 1958年10月6日    | 2010年3月23日  | |
| 浜名郡 | 新居町       |                  | 1600年に徳川家康が新居関所を創設したことから、その関所の「関」を図案化したもの                                                   | 1924年12月29日   | 2010年3月23日  | |

### 書籍
- 小学館辞典編集部 編『図典 日本の市町村章』（初版第1刷）小学館、2007年1月10日。ISBN 4095263113。
- 近藤春夫『都市の紋章 : 一名・自治体の徽章』行水社、1915年。NDLJP:955061
- 中川幸也『シリーズ人間とシンボル第2号「都市の旗と紋章」』中川ケミカル、1987年10月11日。
- 丹羽基二『日本の市章 （東日本）』保育社、1984年4月5日。
- 望月政治『都章道章府章県章市章のすべて』日本出版貿易株式会社、1973年7月7日。
- NHK情報ネットワーク『NHKふるさとデータブック5 [東海]』日本放送協会、1992年4月1日。

### 自治体書籍

#### 東部地方
- 土肥町役場『広報といまち 昭和36年12月20日号』静岡県田方郡土肥町、1961年6月20日。
- 賀茂村役場『合併45周年記念 賀茂村勢要覧』静岡県賀茂郡賀茂村、2001年9月。
- 天城湯ヶ島町役場『広報天城湯ヶ島 縮刷版1号−144号』静岡県田方郡天城湯ヶ島町。
- 富士市総務部総務課『富士 1955 （富士市勢要覧）』静岡県富士市、1955年10月。
- 吉原市商工課『吉原市勢要覧 昭和36年版』静岡県吉原市、1961年。
- 鷹岡町役場総務課『鷹岡町勢要覧 昭和33年度版』静岡県富士郡鷹岡町、1958年11月。

#### 中部地方
- 相良町役場『広報さがら 昭和34年2月15日号』静岡県榛原郡相良町。

#### 西部地方
- 可美村役場『可美村勢要覧 '88 わたしたちの可美村』静岡県浜名郡可美村、1988年5月1日。
- 山梨町役場『広報やまなし 昭和37年6月10日号』静岡県周智郡山梨町、1962年6月1日。